# Georges Bataille
Georges Albert Maurice Victor Bataille, född 10 september 1897 i Billom, död 9 juli 1962 i Paris, var en fransk författare och filosof. Han är mest känd för boken Ögats historia (Histoire de l'oeil, 1928). Teman av erotik och transgression genomsyrar stora delar av hans författarskap.

## Liv och verk
Bataille föddes 1897 som son till en syfilitisk (och sedermera blind) far och en mentalt sjuk mor. Trots att hans uppväxt inte hade några starkare inslag av religiositet kom Bataille 1914 att konvertera till katolicismen och inledde studier för att bli katolsk präst. I början av 1920-talet förlorade han dock sin tro, och började i stället föra ett utsvävande liv på Paris bordeller och barer, samtidigt som han bedrev studier vid École nationale des chartes. Han blev tidigt medlem av den franska surrealistgruppen, men uteslöts ur den redan 1929. Under denna period kom han även i kontakt med verk av Karl Marx, Markis de Sade, Sigmund Freud och Friedrich Nietzsche. Dessa författare kom att utöva ett stort inflytande på hans skönlitterära författarskap. Hans första roman utkom 1928 med titeln L'histoire de l'oeil (på svenska 'Ögats historia', 1983). 
Batailles litterära produktion innefattade inte bara skönlitteratur, utan även politiska, ekonomiska och filosofiska texter, varav det mest framstående exemplet är La Part maudite från 1949 (på svenska 'Den fördömda delen', 1991). Ideologiskt kännetecknas Batailles verk av primitivism och anarkism och en revolt mot alla former av konventioner. Han har influerat Michel Foucault, Philippe Sollers och Jacques Derrida. Bataille engagerade sig även i politiken rent praktiskt, och grundade tillsammans med bland andra André Breton den antifascistiska gruppen Contre-attaque 1935.

## Familj
Bataille gifte sig 1928 med skådespelerskan Sylvia Meklés (1908–1993), bland annat känd från filmen Utflykt på landet (Partie de campagne, 1946), där även Bataille figurerar kort i rollen som seminarist, och de fick tillsammans dottern Laurence Bataille (1930–1986). De separerade 1934, och efter en försenad skilsmässa gifte Meklés om sig med Jacques Lacan.